# イヴァン・マリノフ
イヴァン・マリノフ（Иван Маринов, 1896年1月6日 - 1979年8月18日）は、ブルガリアの軍人、外交官。中将。ブルガリアが連合国側に移った後のブルガリア人民軍総司令官。
ソフィア出身。第二次バルカン戦争時の英雄、マリノフ少将の息子。1915年、ソフィアの軍事学校を卒業。飛行士として第一次世界大戦に従軍。1920年、ソフィア軍事アカデミーを卒業。1936年から1939年まで、駐パリ駐在武官。
1940年から1942年まで第6ブジン師団、1942年から1944年まで第15オフリド歩兵師団を指揮。1944年9月2日、国防相としてコンスタンティン・ムラヴィエフ政権に入閣。9月9日、人民戦線政権が樹立されると、他の閣僚と共に辞職した。その後、人民戦線側に移り、1944年から1945年までブルガリア人民軍総司令官となる。
1946年から1947年まで駐パリ全権大使となり、勃仏協定締結の準備を行った。1948年から1950年まで外務省で働き、1950年からソフィアの軍事アカデミーで講師を務める。1953年、退役。